# よい歯と食育大賞
よい歯と食育大賞（よいはとしょくいくたいしょう）は、特定非営利活動法人日本歯科食育推進機構により有名タレント・スポーツ選手におくられる賞。
毎年4月18日（よい歯）、もしくは4月19日（食育）に大賞授与式が行われる。
2011年3月11日に発生した東日本大震災の影響で第5回は自粛され、そのままこの年以降も実施されていないままである。

## 歴代受賞者
| 回 | 開催年 | 女性部門   | 男性部門       |
| -- | ------ | ---------- | -------------- |
| 1  | 2007年 | 上戸彩     | ペ・ヨンジュン |
| 2  | 2008年 | 福田沙紀   | 石川遼         |
| 3  | 2009年 | 浅尾美和   | 中山秀征       |
| 4  | 2010年 | 安田美沙子 | 魔裟斗         |